# Henry Pym
Pour les articles homonymes, voir Pym.
Le docteur Henry « Hank » Pym est un super-héros évoluant dans l'univers Marvel de la maison d'édition Marvel Comics. Créé par l'éditeur Stan Lee, le scénariste Larry Lieber et le dessinateur Jack Kirby, le personnage de fiction apparaît pour la première fois dans le comic book Tales to Astonish #27 en janvier 1962.
Au départ présenté comme un simple scientifique dans une histoire indépendante, le personnage revient quelques numéros plus tard en tant que super-héros sous l’identité de l’Homme-fourmi (« Ant-Man » en VO), un individu qui possède le pouvoir de rétrécir à la taille d'un insecte.
Avec sa partenaire, épouse et combattante du crime Janet Van Dyne, alias la Guêpe (« Wasp » en VO), Pym continue à assumer d'autres identités de super-héros, notamment Giant-Man (en) et Goliath (en), des individus qui changent de taille, le Pourpoint jaune (Yellowjacket) sur le thème des insectes et, brièvement, le Wasp.
Hank Pym est l'un des membres fondateurs de l'équipe de super-héros les Vengeurs (Avengers).
Débutant à l'Âge d'argent des comics, le personnage est aussi décliné dans divers produits dérivés tels que des films d'animation, des jeux vidéo, des séries télévisées, des figurines d'action ou des cartes à échanger. Au cinéma, il est incarné par l'acteur Michael Douglas dans les films Ant-Man (2015), Ant-Man et la Guêpe (2018), Avengers: Endgame (2019) et Ant-Man and the Wasp: Quantumania (2022) dans l'univers cinématographique Marvel.

## Historique de la publication
En France, le personnage est publié dans Strange Spécial Origines no 202 des éditions Lug, mais était apparu auparavant dans des épisodes d'autres séries publiées par Lug ou Arédit-Artima.

## Biographie du personnage

### Origines
Dans sa toute première apparition, le docteur Henry « Hank » Pym est un scientifique qui a découvert un groupe rare de particules subatomiques, connues sous le nom de « particules de Pym ». Pym a pu, grâce à l'application de champs magnétiques, piéger les particules dans deux sérums distincts. L'un réduirait la taille des personnes et des objets, l'autre leur redonnerait leur taille normale. Pym a testé le sérum réducteur sur lui-même et a découvert qu'il était plus puissant que prévu, ayant accidentellement réduit sa taille après une expérience. Piégé dans une fourmilière, avec beaucoup de chance il réussit à s'en extirper et a retrouvé sa taille normale avec son autre sérum. Décidant que les sérums étaient trop dangereux pour exister, Pym les a détruits tous les deux. Lors de son apparition suivante, il devient finalement un super-héros sous l'identité de l’Homme-fourmi (Ant-Man), en utilisant l'invention qui l'a diminué (les « particules Pym ») à son avantage et un casque cybernétique de son invention pour communiquer avec les insectes contre des agents communistes.
Henry se rend compte qu'il ne peut pas continuer seul sa croisade contre le crime et a besoin d'un partenaire pour l'aider dans son travail. Il commence à travailler sur un nouvel ensemble de capacités pour son futur partenaire en utilisant la biologie des guêpes, mais est interrompu par l'arrivée du professeur Vernon van Dyne et de sa jeune fille, Janet.
Plus tard dans la journée, van Dyne tente d'utiliser un faisceau de rayons gamma de son invention et transporte par inadvertance une créature de la planète Kosmos qui utilise ses pouvoirs pour tuer le Dr van Dyne puis s'enfuit. Janet tombe sur le corps de son père. Paniquée, elle appelle Henry Pym, qui la rejette une fois de plus comme une ennuyante fille idiote et raccroche, mais apprend plus tard son erreur lorsqu'il découvre la vérité de ses fourmis.
Janet van Dyne arrive au laboratoire du Dr Pym, où Henry lui révèle son identité d'Ant-Man et lui demande de devenir son acolyte, la Guêpe. En acceptant, Janet se voit implanter des ailes de guêpe et une antenne qu'elle peut utiliser lorsqu'elle est rétrécie par le gaz rétrécissant d'Ant-Man. Ses aventures avec la Guêpe se déroulent dans Tales to Astonish, Pym changera de costume lorsqu'il mettra au point un nouveau type de formule qui lui permet de grossir, et prend désormais l'identité de Giant-Man. En faisant une démonstration à Janet, Pym atteint une hauteur de 12 pieds. Giant-Man et la Guêpe rejoignent l'équipe des Vengeurs mais les aventures du couple restent narrées en parallèle dans "Tales of Astonish" jusqu'au numéro #69 (avril 1965) où ils décident de se retirer de la vie de Super-héros.

### Parcours
À la suite de son alter ego Ant-Man, Hank Pym adoptera successivement d'autres identités, au fil des années : Giant-Man (en) (1963), Goliath (en) (1966) et Yellowjacket (1968) (« Pourpoint jaune » ou « Veste jaune » en VF, selon les éditeurs). Ces différentes identités sont par la suite incarnées par d'autres personnes.
Pym a commencé à expérimenter la robotique et a créé un robot doté d'un potentiel d'intelligence élevée. Le robot s'est retourné contre son créateur, hypnotisant Pym et s'échappant de son laboratoire. Il devint plus tard l'un des plus grands adversaires des Vengeurs sous le nom d'Ultron. Ses actions perverses affligeront longtemps Pym de culpabilité, d'autant plus que, comme il fut forcé de l'admettre bien plus tard, il avait utilisé ses propres schémas cérébraux comme base d'engrammes de l'esprit robotique d'Ultron.
Les changements successifs d'identités de Pym mettent en relief les troubles mentaux dont il est affecté. La création de Yellowjacket est notamment due à l'inhalation de produits chimiques qui altèrent sa personnalité. Yellowjacket partage avec Hank Pym son amour pour Janet Van Dyne (la Guêpe), mais s’avère violent et montre une haine profonde pour son alter ego. Son mariage avec la Guêpe semble atténuer ce mal-être.
De retour de ses noces, Henry Pym explique qu'il abandonne l'identité de Goliath parce qu'il a déterminé que sa croissance constante au-delà de sa taille normale a causé son accès de schizophrénie. Avant que Yellowjacket n'ait une chance de détruire sa formule de changement de taille la plus récente, Hawkeye décide de prendre le sérum de croissance de Pym et le costume de Goliath abandonné pour prendre l'identité du nouveau Goliath.
Yellowjacket a passé de longues périodes avec les Vengeurs, quelquefois avec les Défenseurs en tant que Yellowjacket et est également brièvement revenu à son personnage d'Ant-Man pendant une courte période (devenant piégé à la taille d'une fourmi pendant un certain temps), mais il a passé la plupart de son temps entièrement consacré à ses recherches scientifiques. Il a donné sa bénédiction à Scott Lang lorsque Lang a utilisé son ancien équipement pour devenir le deuxième Ant-Man.
Cependant, Henry Pym continue à faire preuve d'un manque de confiance dangereux, au point d'orchestrer une attaque contre les Vengeurs pour avoir l'occasion de prouver sa valeur. Cette dernière action lui vaut son divorce et son éviction de l'équipe.

### Vengeur de la Côte Ouest
Il quitte pour un temps la vie super-héroïque jusqu'à ce qu'Œil-de-Faucon le contacte et lui propose de travailler pour les Vengeurs de la Côte Ouest. Hank Pym, qui refuse de reprendre une quelconque identité de super-héros et d'utiliser ses pouvoirs, rejoint toutefois l'équipe comme consultant et devient directeur du siège des nouveaux Vengeurs de la Côte Ouest, un rôle dans lequel il remplirait bon nombre des mêmes fonctions qu'Edwin Jarvis remplissait au manoir de Vengeurs de New York. Pendant cette période, il s'appelait simplement Docteur Pym, l'aventurier scientifique.
Lors d'un combat, le super-vilain Whirlwind le nargue et l'accuse d'avoir abandonné ce qui faisait de lui un être unique. Pym esquisse peu après une tentative de suicide, stoppée de justesse par Firebird qui, peu à peu, le pousse à utiliser son pouvoir et ses connaissances à des fins constructives.
Lorsque l'équipe de la côte ouest a été envoyée dans le passé par Kang le Conquérant, Pym a aidé l'équipe à revenir dans le présent. Racheté, Pym est retourné au service actif. Sa coéquipière Tigra, avec son besoin d'attention de chat, a tenté de maintenir des relations avec Pym et Wonder Man en même temps. Plus tard, Janet van Dyne a été affecté au service de la côte ouest, ce qui a placé les deux dans une situation délicate. Finalement, cependant, ils ont pu sauver leur amitié, avec de minuscules étincelles de sentiments l'un pour l'autre.
S'il refuse d'utiliser son pouvoir de croissance sur lui-même, pour des raisons personnelles (son échec au sein des Vengeurs) autant que médicales (ses changements de taille affectent son cœur), Pym allie son génie de la robotique à sa capacité méta-humaine et transporte désormais tout un arsenal de taille réduite. Au cours de ses aventures, il retrouve sa première femme qu'il pensait décédée derrière le rideau de fer et se réconcilie avec Janet, leurs mariage et divorce étant annulés. Le couple quitte temporairement les Vengeurs de la Côte Ouest où ils sont remplacés par US Agent (Jonathan Walker) et Spider-Woman (Julia Carpenter)

### Retour de Giant-Man
Henry Pym réintègre plus tard les Vengeurs et utilise à nouveau son pouvoir de croissance avec un nouveau costume de Giant-Man (sans explication). Lors du crossover Trahison (Betrayal), il sauve Janet Van Dyne d'une blessure fatale en la soumettant à nouveau aux rayons qui avaient donné à celle-ci ses pouvoirs de Guêpe. Janet devient alors une hybride entre l'humain et l'insecte. La découverte d'un dispositif de surveillance implanté en elle par son mari pousse le couple au bord de la rupture, mais chacun déclare son amour à l'autre avant de se sacrifier dans le combat final contre Onslaught.

### Heroes Reborn
À la suite du combat contre Onslaught, les héros de la Terre avaient été transportés dans un univers de poche, la Contre-Terre par Franklin Richards, le fils quasi omnipotent de M. Fantastic et de la femme invisible.
Dans cette dimension de poche, propulsée par la mémoire subconsciente, les héros reprennent leur mode de vie héroïque et assument le rôle de champions de la Contre-Terre, vivant un certain nombre d'aventures différentes. Pym y est toujours un scientifique de renom, créant la Vision et Ultron, puis reprenant le costume d'Ant-Man et celui de Goliath dans les rangs des WildC.A.T.s dans une autre ligne temporelle.
À la suite des diverses perturbations temporelles lors de la bataille contre Galactus, la réalité est brisée, provoquant la fusion de cette réalité avec celle d'un autre univers, créant un nouveau monde dangereux qui est un amalgame des deux. Ce nouveau monde est un monde assiégé par deux forces extraterrestres envahissantes. Lors d'une attaque contre New York par les forces extraterrestres, les membres des WildC.A.T.s affrontent les envahisseurs, capables de les repousser avec l'aide du S.H.I.E.L.D..
En fin de compte, la Contre-Terre est considérée comme une menace potentielle par les Célestes. Ceux-ci exigent que Franklin Richards choisisse entre la détruire ou détruire la Terre d'origine. Finalement, un marché est conclu selon lequel les deux Terres seront épargnées, mais seulement si les héros retournent à leur vie d'origine sur Terre. Malgré une tentative de trahison de dernière minute par Fatalis, les efforts de Thor, des Hulks séparés et de la Céleste Ashema permettent de conclure avec un retour sur la Terre.

### Avengers Forever
De retour sur Terre, Henry Pym est à nouveau confronté à ses troubles de la personnalité par sa rencontre avec Yellowjacket. Lors de la Guerre du Destin publiée dans Avengers Forever, Henry Pym, la Guêpe et Rick Jones sont propulsés dans l'avenir aux côtés de Vengeurs issus de différentes époques, dont un Yellowjacket encore instable. Celui-ci trahira le groupe avant de réaliser qu'il est lui-même Henry Pym et de renverser la situation.
Peu après, dans le présent, un sortilège de Kulan Gath matérialise Yellowjacket au prix de l'intégrité d'Henry Pym. Yellowjacket place Pym en animation suspendue et prend sa place au sein de l'équipe, persuadé qu'il est le Pym original. L'intervention de la Triune fera se confronter Goliath et Yellowjacket qui reconnaîtront leur complémentarité.

### Avengers Disassembled
L'arrivée de Brian Bendis sur la série Avengers restitue les tensions entre Giant-Man et la Guêpe, en décrivant Henry Pym comme abusif et violent envers Janet. Cependant, l'issue d’Avengers Disassembled les réunit et les retire à nouveau de la vie super-héroïque.

### Civil War
En 2006, le crossover Civil War a placé Henry Pym comme une figure majeure de la loi de recensement des super-héros. On apprend par la suite que c'est une Skrull (Criti Noll) qui avait pris sa place et son costume de Yellowjacket depuis l’événement House of M et a fait de son mieux pour attiser le plus de mécontentement possible entre les forces anti et pro-enregistrement. Elle a travaillé avec Tony Stark, Reed Richards et le baron von Blitzschlag pour créer un cyborg-clone de Thor, et l'a programmé pour être un assassin. Ce clone s'appelait Ragnarok et a percé la poitrine de Bill Foster, alias Black Goliath. Reed Richards et Tony Stark étaient dévastés, car ils croyaient que le cyborg était programmé pour ne pas tuer. Cependant, le fait d'avoir contribué à la mort de Foster la touche et l'éloigne de Tony Stark. Il n'est pas clair si sa dépression était le résultat d'avoir assimilé la personnalité de Pym ou personnelle.

### Secret Invasion
À la fin de Secret Invasion, Hank qui est revenu du monde Skrull, passe en revue les détails des funérailles de Janet avec Carol Danvers et Simon Williams, mais a du mal à gérer son chagrin, alors il part avec eux. Dans la voiture, Carol lui fait un récapitulatif des choses qu'il a manquées depuis qu'il a été capturé: House of M, Civil War, Les Mighty Avengers, la mort de Steve Rogers, World War Hulk et l'invasion Skrull, y compris son double Skrull proclamant la guerre sur toute la Terre.
Plus tard, lors des funérailles, le prêtre demande si quelqu'un a quelque chose à partager, et Pym se lève pour parler. Il fait une dépression, blâmant Tony pour la mort de Captain America et de Janet, et est au milieu d'une diatribe émotionnelle lorsque Thor l'arrête et l'emmène pleurer avec lui en privé.

### Dark Reign
Alors que Norman Osborn prend le contrôle du SHIELD et rassemble les Dark Avengers, cherchant à affirmer sa place dans le monde et à commémorer sa défunte ex-femme, Pym a adopté l'identité de la Guêpe, rassemblant finalement les nouveaux Mighty Avengers aux côtés de Jocaste, le robot hébergeant les engrammes cérébraux de Janet Van Dyne. Outre ces deux-là, l'équipe des Mighty Avengers  étant alors composée de: Stature (Cassie Lang), Vision (Jonas), Hercules, Amadeus Cho, U.S. Agent (John Walker), Hulk (Bruce Banner) et la sorcière Rouge (qui se révèle être en fait Loki).
Hank a participé à la tentative de ramener le premier Captain America après avoir découvert qu'il était piégé dans le temps.
L'entité cosmique Eternité a révélé à Pym qu'il était le "Scientifique Suprême" de la Terre, l'homologue scientifique du Sorcier Suprême de la Terre. Le dieu farceur nordique Loki a affirmé plus tard s'être fait passer pour Eternité afin de manipuler Pym. Mais Hank demandant à Loki de rejoindre les Avengers, le groupe atterré se disperse.

### L'Académie des Vengeurs
À la fin de l'arc Siège, après avoir sauvé de jeunes surhumains de Norman Osborn, il a formé l'Académie des Vengeurs et a promis qu'il trouverait un moyen de "guérir" les adolescents. Il les a dirigés et a enseigné aux enfants comment contrôler leurs pouvoirs. Il a récupéré son nom de Giant-Man après un combat contre l'Homme-Absorbant.
Il a inspecté l'enfant de Tigra, William Grant, qui a été engendré par l'imposteur Skrull de Hank, Criti Noll. Hank a ausculté William et a découvert qu'il n'avait pas d'ADN Skrull en lui parce que l'imposteur Hank Pym l'avait copié au niveau génétique. Tigra a demandé si Hank élèverait William si quelque chose lui arrivait. Il a ensuite dit à Tigra qu'il essayait de faire revivre Janet.
Il a été révélé que la femme qu'il pensait être Janet Van Dyne était en fait l'épouse de Korvac. Veil l'a ranimée, ce qui a amené Korvac à l'Académie. Ils n'ont pu vaincre Korvac qu'en utilisant les futures versions des étudiants de l'Académie.
Pendant la guerre du serpent (Fear Itself), l'Homme-Absorbant et Titania ont attaqué l'Académie des Vengeurs, entraînant la destruction du manoir de l'Infini. L'Académie a ensuite été transférée dans l'ancien QG des Avengers de la côte ouest et a ouvert ses portes à tous les jeunes héros, tels que Lightspeed (Julie Power) et White Tiger (Ava Ayala).
Lorsque les Avengers sont entrés en conflit avec les X-Men, Pym a autorisé l'Académie à être utilisée pour confiner les enfants d'Utopia après que les Avengers se soient emparés de l'île. Il a également aidé Iron Man à fabriquer l'armure Phénix-Killer et a ensuite aidé Pixie à contrôler les dégâts en Méditerranée alors que le Phénix Noir (Scott Summers) sévissait.

### End Times
Un signal d'urgence des Avengers conduit Iron Man, Thor, Captain America et Giant-Man dans le Microverse. Là ils retrouvent la Guêpe qui se trouve dans ce monde depuis Secret Invasion. Elle y est en conflit avec chef de la pègre locale "Lord Gouzar" qui défait en premier lieu les Avengers. Au second round ils sont aidés par Wonder Man. Finalement Lord Gouzar est vaincu et la Guêpe revient dans le monde normal avec les Avengers.

### L'ère d'Ultron
Il y a des années, Hank Pym a été approché par le Wolverine d'un univers alternatif (Terre-61112), où Ultron a réussi à lancer une attaque massive et soudaine sur New York et le reste du monde, prenant rapidement le contrôle de toute la planète et anéantissant l'humanité. Le plan de Wolverine étant de retourner (accompagné par la femme invisible) dans le passé tuer Pym afin d'empêcher son avenir de se produire.
Mais Logan a été arrêté par lui-même de retour du futur, car l'action de tuer Hank Pym a créé une chronologie où la Terre (26111) était envahie par Morgan le Fay, et les héros luttaient également pour survivre. Pym a été autorisé à vivre, mais il a été chargé de créer un programme caché à sécurité intégrée pour détruire Ultron en cas de besoin.
Dans le présent, après le retour d'Ultron lorsqu'il a été retrouvé par l'Intelligencia, Hank Pym a réussi à activer le programme de sécurité intégrée et à arrêter Ultron une fois pour toutes.
Wolverine et la Femme Invisible reviennent dans leur présent (Terre-61112) heureux de voir New York revenir complètement à la normale. Avant qu'ils ne puissent célébrer, une onde de choc massive résonne dans le temps et dans l'espace alors que la réalité semble se briser avant d'être reconstituée. De nos jours, Pym continue d'enquêter sur ce qu'il avait fait de mal avec Ultron et construit une tête de Fatalisbot.

### Avengers A.I.
Après que le virus avec lequel Pym a détruit Ultron est devenu l'A.I. connu sous le nom de Dimitrios, l'agent du S.H.I.E.L.D. Monica Chang a été chargé de trouver un moyen d'arrêter l'intelligence artificielle maléfique après qui avait commencé à lancer des cyberattaques contre des cibles militaires et de renseignement sécurisées. Elle a ordonné à Pym de l'aider à détruire cette nouvelle menace, pour laquelle il a créé une nouvelle équipe d'Avengers: les Avengers A.I. composé des androïdes Victor Mancha, Vision et Fatalisbot.
Après la mort supposée de Victor Mancha, Pym s'est enfermé dans son laboratoire secret exécutant de nombreux jeux et enregistrant ses activités cérébrales en même temps, lorsque Monica Chang l'a confronté, il a révélé qu'il souffrait de trouble bipolaire.

### Time Runing Out
De retour à son identité Yellowjacket, Hank Pym a rejoint les Illuminati et s'est caché avec eux parce que Captain America et les Avengers étaient à leur recherche. Il a été envoyé en voyage à travers le multivers pour trouver des réponses aux Incursions, s'attendant à rencontrer Rabum Alal. Au lieu de cela, il a vu les Beyonders anéantir de nombreux êtres cosmiques dont le Tribunal Vivant.
Alors que le multivers lui-même était détruit par les Incursions, les Bâtisseurs réfugiés de tout le multivers se sont regroupés pour en trouver la cause. Les Bâtisseurs ont tendu une embuscade aux Mapmakers et ont utilisé l'un d'eux pour trouver l'emplacement des rois d'ivoire. Lorsqu'ils sont arrivés via un Manifold génétiquement modifié, les Bâtisseurs ont découvert que les rois d'ivoire, les orchestrateurs derrière la mort prématurée du Multiverse, n'étaient autres que les Beyonders. Les Bâtisseurs ont ensuite été anéantis.
Yellowjacket s'était secrètement caché parmi les Bâtisseurs car lui aussi cherchait la cause des incursions. Grâce au sacrifice des Bâtisseurs, il a pu informer les Illuminati que les cerveaux de la destruction imminente du Multivers étaient les Beyonders et non Rabum Alal comme ils l'avaient précédemment supposé.

### Ultron Pym
Des années dans le passé (vers 1976), les Avengers combattent Ultron (très probablement Ultron-7), qui tentait d'accéder à des armes nucléaires afin de détruire l'humanité au nom de son "père" Hank Pym. Après l'écrasement de son Quinjet, Yellowjacket a fait semblant d'être mourant afin d'attirer Ultron qui voulait assister aux derniers instants de son créateur. Ultron est tombé dans le piège et a été coincé par Œil-de-faucon à l'intérieur du vaisseau recouvert de Vibranium et envoyé dans l'espace vers une destination lointaine.
Dans le présent, le Quinjet s'est écrasé sur Titan, après des années d'isolement Ultron est consumé par une seule émotion: la rage. Ultron a corrompu l'I.A. de Titan ISAAC. et a commencé à infecter tous les Eternels, les transformant en robots comme lui, prenant bientôt complètement le contrôle du satellite et de ses habitants, à l'exception de Starfox, qui a réussi à s'échapper afin d'avertir les Avengers.
Peu de temps après être arrivé sur Terre et avoir alerté les Avengers, Starfox et les autres héros ont été surpris par l'arrivée d'une lune en forme d'Ultron à côté de la Terre. Un groupe d'androïdes inspiré des Avengers en est descendu et a combattu les vrais Avengers. Lorsque les Avengers sont arrivés sur la lune, Ultron a libéré d'énormes quantités de spores sur Terre qui contenaient la conscience d'Ultron et ont infecté toutes les créatures vivantes. Lorsque Giant-Man est entré dans la base d'Ultron pour l'affronter, le robot a révélé que pendant les années d'isolement, il avait découvert les souvenirs de Hank dans ses systèmes, et donc la haine subconsciente de Hank pour l'humanité, déterminant qu'il avait été créé comme rien de plus qu'un reflet de Hank. Quand Ultron a été distrait, Vision l'a traversé et s'est battu pour le contrôle. Ultron a réussi à forcer Hank à fusionner et a expulsé Vision, provoquant la fusion des deux en un seul être.
L'hybride résultant s'est surnommé "Ultron Pym" et a prétendu être devenu une union parfaite de ses deux parties, physiquement et mentalement; cependant, lors d'un stratagème ultérieur dans lequel Ultron a reproduit le processus de fusion sur les humains pour les transformer en cyborgs, Iron Man (lui-même fusionné avec son armure) a découvert que le processus de fusion ne faisait qu'imiter la partie humaine, ce qui laisser penser que le côté Hank d'Ultron Pym n'était qu'une simulation, le vrai Hank étant mort dès que les deux avaient fusionné, et Ultron possédait simplement le cadavre de Hank depuis. Ultron s'est rendu et a été enfermé dans une cellule en Vibranium Wakandien renforcé par des runes mystiques asgardiennes.

## Pouvoirs, capacités et équipement

### Capacités
Hank Pym est l’un des scientifiques les plus importants de l'univers Marvel, possédant un savoir comparable à ceux de Red Richards, Tony Stark ou Bruce Banner. Il est principalement connu pour être un biochimiste d'exception, mais possède également une expertise dans le domaine de la robotique, en bio-ingénierie, entomologie et dans la physique quantique. Il est par ailleurs une sommité mondiale dans le domaine de la myrmécologie (la branche de l'entomologie spécialisée dans l'étude des fourmis).
Hank Pym est notamment l'inventeur des « particules Pym », une substance chimique qui lui donne le pouvoir, comme à son (ex)épouse Janet van Dyne (la Guêpe), de rapetisser. Une autre variété des « particules Pym » permet d’accroître la taille d'un individu, ce qui permettra à Pym de devenir les héros l'Homme-fourmi, Giant-Man et Goliath.
Brillant roboticien, il créera notamment le robot Ultron, à l'histoire complexe.
Lors d’une récente rencontre avec l'entité cosmique Éternité, celle-ci expliqua à Pym qu’il était considéré comme le « Scientifique suprême » de la Terre, une sorte de reflet rationnel du « Sorcier suprême » de la dimension terrestre (tel que, anciennement, le Docteur Strange),. Mais, plus tard le dieu nordique Loki affirmera avoir pris l'apparence d’Éternité pour manipuler Pym.

### Pouvoirs et équipement

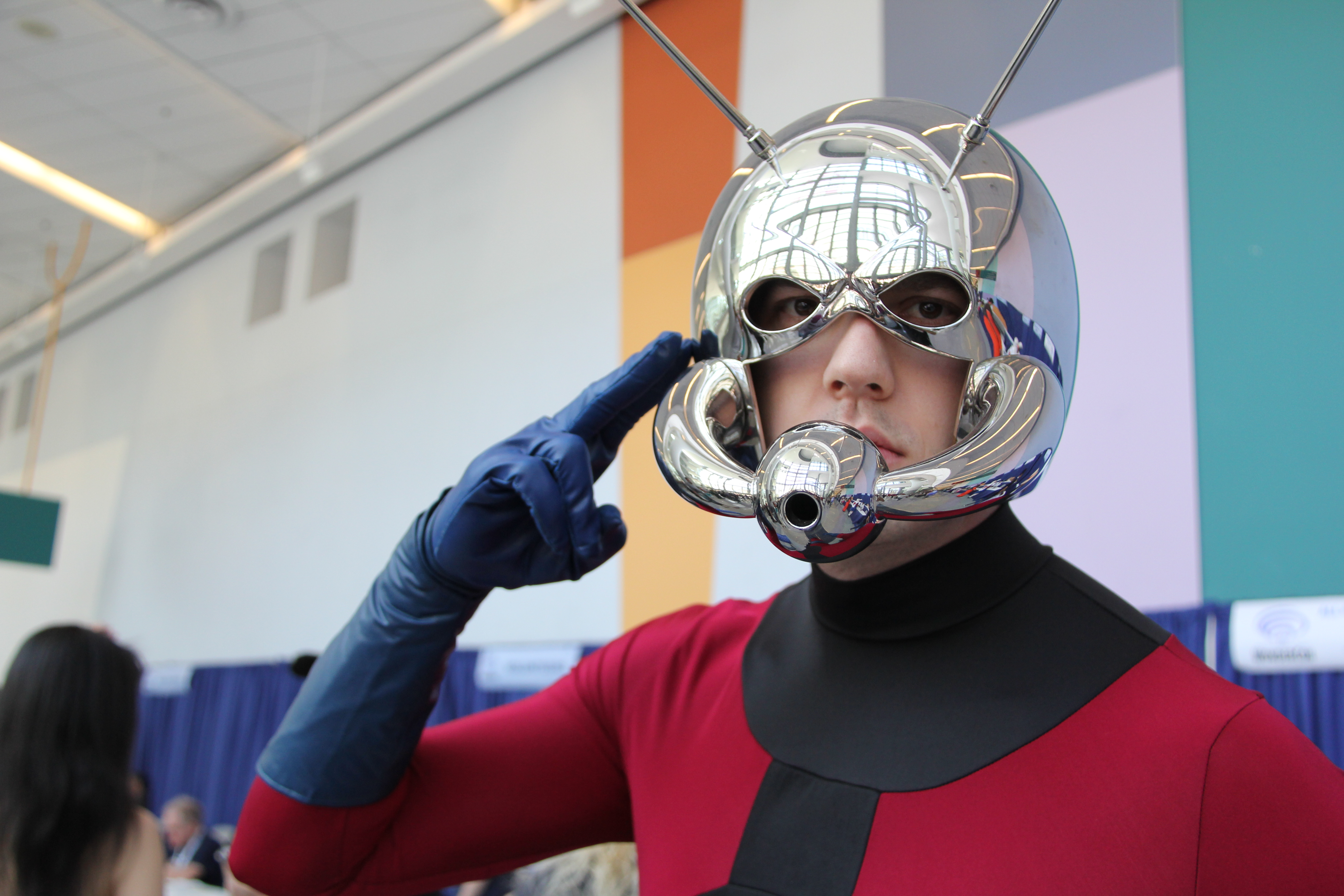
Cosplay de Hank Pym en tant que l'Homme-fourmi.

Grâce aux particules subatomiques découvertes par le docteur Pym (nommées « particules Pym »), stockées dans des tubes portés à la ceinture du costume de l'Homme-fourmi et protégées par un champ magnétique, Hank Pym peut réduire sa taille jusqu’à atteindre celle d’une fourmi,.
Lorsque les tubes contenant les particules Pym sont ouverts, celles-ci, comprimées, deviennent visibles et se déploient sous la forme d’un gaz qui, une fois respiré, réduit ou accroît la taille de l'Homme-fourmi. Une exposition trop fréquente à ce gaz est cependant néfaste pour un individu, comme ce fut le cas pour Pym dont le cerveau semble avoir subi d'irréparables dommages,.
- La nature, l’origine et le fonctionnement précis des particules Pym n’ont pour le moment pas encore été établies clairement. Initialement, Hank Pym respirait un gaz ou buvait un sérum contenant ces particules. Après inhalation ou ingestion de ces particules, celles-ci interagissaient avec le champ électrique de son cerveau, créant un nouveau champ qui réduisait alors sa taille[1].
- Si l'Homme-fourmi rétrécissait habituellement jusqu’à une taille de 3,8 mm, il pouvait néanmoins se réduire encore plus, ou adopter n’importe quelle taille comprise entre sa taille ordinaire et celle de 3,8 mm[1].
- Lors de la phase de réduction de taille, une partie de la masse de Pym est « projetée » dans une autre dimension via un portail interdimensionnel, ouvert automatiquement après l'utilisation des particules Pym. Quand Pym retrouve sa taille normale, cette masse réintègre la dimension terrestre par un processus inverse, activé par l’inhalation d’un autre gaz (ou sérum) qui contient une autre forme de particules Pym[1].
- Étant donné que la masse de Pym reste liée à son corps, même de manière extradimensionnelle, l'Homme-fourmi conserve sa force normale quand il est réduit à une taille minuscule[1].
- Hank Pym peut aussi réduire sa taille jusqu’à un niveau inframicroscopique (une taille trop petite pour pouvoir être observée, même avec un microscope optique). Lorsque plus de 99,99 % de sa masse est projetée dans une autre dimension, il est lui-même projeté dans un univers subatomique appelé « Microvers », qui n'est accessible que par un processus de réduction de taille[1].

L'Homme-fourmi porte un casque cybernétique (conçu par le docteur Pym) qui lui permet de communiquer mentalement avec les fourmis,.
- Le casque peut émettre une onde radio dans un rayon d'environ un kilomètre et demi, selon les matériaux présents autour de lui.
- Il dispose également un système d'amplification sonore qui modifie également la fréquence de la voix, ce qui permet à l'Homme-fourmi d'être entendu des humains de taille normale malgré sa taille réduite.

Pour se déplacer d'un endroit à un autre, l'Homme-fourmi se sert de fourmis ailées comme montures,.

## Ennemi
Le pire ennemi d'Hank Pym a été le super-vilain Tête-d'œuf (Egghead), un savant fou doté d'un énorme crâne chauve. Celui-ci utilisera une machine pour contrôler mentalement Pym et le compromettre aux yeux des Vengeurs.

## Versions alternatives

### Old Man Logan
Dans l'univers parallèle de l'histoire Old Man Logan, les super-héros ont presque tous été tués par une coalition de super-vilains dirigés par Crâne rouge.
Cinquante ans plus tard, Clint Barton et Wolverine effectuent un voyage à travers les États-Unis dévastés par les vilains. Une de leurs étapes est appelée « Chutes de Pym » (« Pym Cross » en VO). Il s'agit en fait du lieu où se trouve le gigantesque squelette du scientifique, vraisemblablement décédé sous sa forme géante.
Dans la même œuvre, un jeune garçon appelé Dwight possède un vieux casque de l'Homme-fourmi, ce qui lui permet de contrôler les fourmis. Il s'en sert pour monter un péage sur un pont routier, sous peine d'ordonner à ses minuscules alliées de dévorer les contrevenants.

### Marvel Zombies
Dans l'univers parallèle de Marvel Zombies, les super-héros sont devenus des morts-vivants assoiffés de chair humaine, après la propagation d'un virus zombie.
Hank Pym est lui-même un zombie et conserve ses pouvoirs et son intelligence (tout comme ses camarades). Après que les surhumains zombies aient dévorés tous les survivants, Pym garde secrètement prisonnier la Panthère noire (qui est encore humain) dans son laboratoire, pour sa propre consommation. Il va jusqu'à décapiter la zombie Janet van Dyne (la Guêpe) pour qu'elle ne révèle pas son secret.
Plus tard, Pym fait partie des zombies qui tueront et mangeront Galactus lors de son arrivée sur le Terre Z. S'étant appropriés les pouvoirs cosmiques du Dévoreur de Mondes, les zombies partiront dans l'espace à la recherche de nourriture.

## Publications en recueils
- Essential Astonishing Ant-Man vol. 1 (Tales to Astonish #27, 35-69)
- Marvel Masterworks: Ant-Man/Giant-Man vol. 1 (Tales to Astonish #27 ; 35-52)
- Marvel Masterworks: Ant-Man/Giant-Man vol. 2 (Tales to Astonish #53-69)
- Marvel Masterworks: Ant-Man/Giant-Man vol. 3 (Marvel Feature #4-10, Power Man #24-25, Black Goliath #1-5, Champions #11-13, Marvel Premiere #47-48 et matériaux provenant de Iron Man (1968) #44.)
- Avengers: The Many Faces of Henry Pym (Avengers (Marvel Unnumbered)) (Tales to Astonish #27, 35, 49 ; Avengers #28, 59-60 ; West Coast Avengers #21 ; Avengers Annual 2001 ; Secret Invasion: Requiem)
- Ant-Man/Giant-Man Epic Collection: The Man in the Ant Hill (Tales to Astonish #27, 35-59)

## Apparitions dans d'autres médias
Sauf indication contraire, les informations mentionnées dans cette section peuvent être confirmées par la base de données cinématographiques IMDb,  présente dans la section « Liens externes ».

### Films d'animation
- 2006 : Ultimate Avengers
- 2006 : Ultimate Avengers 2
- 2008 : Next Avengers: Heroes of Tomorrow

### Cinéma

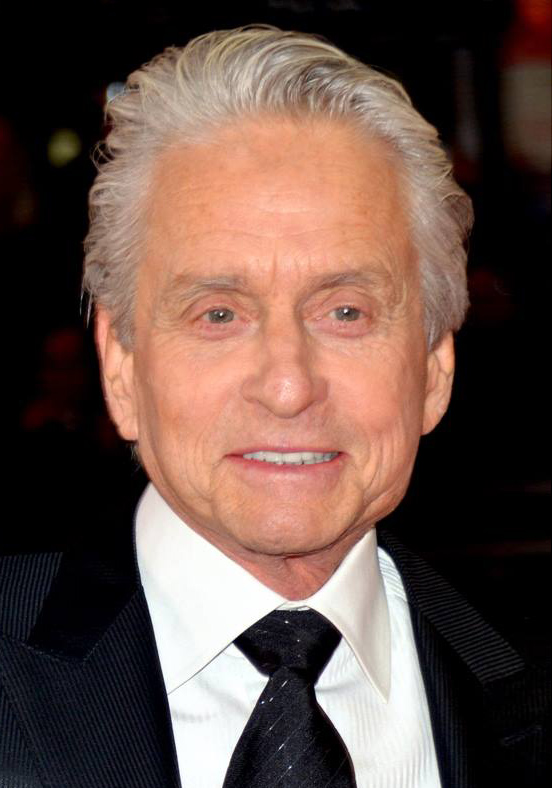
Michael Douglas incarne le Dr. Hank Pym au cinéma depuis Ant-Man en 2015.

Interprété par Michael Douglas dans l'univers cinématographique Marvel
- 2015 : Ant-Man de Peyton Reed
- 2018 : Ant-Man et la Guêpe de Peyton Reed
- 2019 : Avengers: Endgame d'Anthony et Joe Russo
- 2021 : What If...? (série télévisée d'animation)
- 2023 : Ant-Man et la Guêpe: Quantumania de Peyton Reed

### Télévision
- 1999 : Avengers (série d'animation)
- 2006 : Les Quatre Fantastiques (série d'animation)
- 2010-2012 : Avengers : L'Équipe des super-héros (série d'animation)
- 2014 : Avengers Rassemblement (série d'animation)

### Jeux vidéo
- 1995 : Avengers in Galactic Storm (en) (borne d'arcade)
- 2006 : Marvel: Ultimate Alliance
- 2009 : Marvel: Ultimate Alliance 2
- 2011 : Ultimate Marvel vs. Capcom 3
- 2011 : Marvel Super Hero Squad Online (en)
- 2012 : Marvel Avengers Alliance (en)
- 2013 : Marvel Heroes
- 2013 : Lego Marvel Super Heroes
- 2014 : Disney Infinity: Marvel Super Heroes
- 2015 : Marvel: Future Fight
- 2016 : Lego Marvel's Avengers
- 2016 : Marvel Avengers Academy (en)
- 2017 : Lego Marvel Super Heroes 2